# 杉本篤哉
杉本 篤哉（すぎもと あつや、1947年8月4日 - ）は、日本の実業家。アスカ株式会社代表取締役社長を務めた。

## 来歴
愛知県出身。1970年、駒澤大学経済学部卒業。同年アスカ入社。
2000年、取締役ロボットシステム事業部営業部長。2002年、取締役ロボットシステム事業部長。
2004年2月、常務取締役ロボットシステム事業部長。同年4年12月、常務取締役自動車部品事業部長兼ロボットシステム事業部長。
2006年、専務取締役自動車部品事業兼ロボットシステム事業担当。2008年、専務取締役自動車部品事業部長。
2011年2月、代表取締役社長に就任。
同年5月、阿司科機電 (上海) 有限公司董事長。
2015年2月、取締役社長補佐・特務担当に就任。刈谷商工会議所常議員など歴任。